# Château de Labastide-Paumès
Le château de Labastide-Paumès est un château du XVIe siècle situé dans la commune de Labastide-Paumès dans le département de la Haute-Garonne. 

## Historique
De propriété privée, il est inscrit monument historique depuis 1927 par le ministère de la Culture.

## Architecture
Il comprend une grande tour avec un escalier en spirale.